# Eparchia ołomuniecko-brneńska
Eparchia ołomuniecko-brneńska – jedna z czterech eparchii Kościoła Prawosławnego Czech i Słowacji, w tym dwóch na terenie Czech. Funkcję jej katedry pełni sobór św. Gorazda w Ołomuńcu.
Eparchia powstała w 1949 poprzez wyodrębnienie z eparchii praskiej. W momencie erygowania liczyła czternaście parafii, w ciągu roku ich liczba wzrosła do 24. W latach 1959–1982 wakowała, przez co jej działalność faktycznie zamarła. W 1988 w ramach eparchii działało 20 parafii obsługiwanych przez trzynastu duchownych, zaś w 2000 – 30 parafii obsługiwanych przez 47 kapłanów. W 2017 r. w skład eparchii wchodziło 31 parafii w Czechach (zgrupowane w czterech archidekanatach) oraz dwie parafie zagraniczne (w Lozannie i Plougrescant). Działały też trzy monastery.

## Biskupi ołomuniecko-brneńscy[1]
- Czestmir (Kračmar), 1950–1954
- Klemens (Kelli), 1954–1959
- Nikanor (Juchimiuk), 1982–1987
- Krzysztof (Pulec), 1988–2000
- Symeon (Jakovljevič)[3], 2000–2024; w 2013 pełnił obowiązki zwierzchnika Kościoła
- Izajasz (Slaninka), od 2024[4]

## Archidekanaty[2]
- ołomuniecki (11 parafii)
- brneński (6 parafii)
- igławski (5 parafii)
- ostrawski (9 parafii)

## Monastery[2]
- Monaster św. Męczennika Gorazda w Hrubej Vrbce, męski
- Monaster św. Ludmiły w Brnie, żeński
- Monaster Zaśnięcia Matki Bożej w Vilémovie, żeński